# Nieva
Pour les articles homonymes, voir Nieva (homonymie).
Nieva est une commune de la province de Ségovie dans la communauté autonome de Castille-et-León en Espagne.